# František Panuška
František Panuška (15. listopadu 1909 Prostějov – 11. února 1992 Svatá Hora u Příbrami) byl český katolický kněz, člen Kongregace Nejsvětějšího Vykupitele (Redemptoristé), vysokoškolský pedagog, teolog a filosof.

## Život
V letech 1922–1924 absolvoval státní klasické gymnázium v Hlučíně a dále pak soukromé gymnázium redemptoristů v Libějovicích u Netolic v letech 1924–1927, které bylo bez maturity. Vysokoškolské vzdělání získal na řádovém bohosloveckém učilišti redemptoristů v Obořišti v letech 1928–1934. V té době se stal členem kongregace Kongregace Nejsvětějšího Vykupitele. Kněžské svěcení přijal v roce 1933. Poté byl ustanoven jako profesor na řádovém bohosloveckém učilišti redemptoristů v Obořišti od roku 1934 do dubna 1950. Zde byl pověřen přednáškami z filozofie a fundamentální teologie. Od 14. dubna do 26. května 1950 byl v centralizačním táboře pro řeholníky. Od 1. června do 31. srpna 1950 byl v pastoraci.
Dne 2. října 1950 byl jmenován na Římskokatolické Cyrilometodějské bohoslovecké fakultě v Praze státním docentem filosofie, s účinností od 1. září 1950. Na této fakultě také získal doktorát teologie po předložení disertační práce na téma Způsob podstatné přítomnosti Krista v Eucharistii, a 30. června 1953 byl promován. 23. listopadu 1953 byl na téže fakultě jmenován profesorem filosofie a dogmatiky, s účinností od 1. ledna 1954. Dne 1. listopadu 1954 byl jmenován proděkanem pro roky 1954–1956. Od 1. září 1955 byl pověřen zastupováním rektora kněžského semináře v Litoměřicích.
Profesorem morální teologie na Římskokatolické Cyrilometodějské bohoslovecké fakultě v Praze se sídlem v Litoměřicích byl jmenován 4. října 1955, s účinností od 1. října 1955. 12. října 1956 byl jmenován proděkanem pro roky 1956–1958 a posléze 6. září 1960 byl jmenován proděkanem pro roky 1960–1962.
Pokud se týká vlastních vyučovacích předmětů, v letech 1950–1955 přednášel filozofii, v letech 1953–1957 dogmatickou teologii a v letech 1955–1962 morální teologii. Jeho akademické působení na CMBF bylo ukončeno 30. dubna 1962, kdy odešel do pastorace. V duchovní správě pak působil od 1. května 1962 do 28. února 1969. Poté byl znovu povolán na CMBF a pověřen externím vyučováním filozofie, s účinností od 1. září 1968. Dne 28. března 1969 byl jmenován profesorem křesťanské filozofie, s účinností od 1. března 1969. Dne 28. srpna 1972 byl jmenován proděkanem pro roky 1972–1974. Vedoucím katedry speciální dogmatiky a mravovědy byl jmenován 9. ledna 1973, s účinností od 1. ledna 1973. V tomto období přednášel v letech 1968–1970 filozofii a v letech 1970–1974 morální teologii. Jeho působení na CMBF bylo ukončeno 31. prosince 1974, kdy odešel do důchodu. Zemřel 11. února 1992 na Svaté Hoře u Příbrami.